# Бородай Сергій Юрійович
Сергі́й Ю́рійович Борода́й — старший солдат Збройних сил України, 169-й навчальний центр Сухопутних військ, учасник російсько-української війни.

## З життєпису
Загинув 23 листопада 2014-го внаслідок підриву на розтяжці — поблизу блокпоста біля кургану Могила-Гостра.
Вдома залишились дружина та 4-річний син. Похований у Дніпродзержинську.

## Нагороди
За особисту мужність і героїзм, виявлені у захисті державного суверенітету та територіальної цілісності України, вірність військовій присязі під час російсько-української війни
- нагороджений орденом «За мужність» III ступеня (4.6.2015, посмертно)
- відзнакою міського голови міста Кам'янське від 11.10.2016 — нагрудним знаком «Захисник України» (посмертно)